# Трагедия острова Сайпан
«Трагедия острова Сайпан» — название, данное фильму в кинопрокате СССР (в оригинале — «Последние женщины», (яп. 最後の女達, сайго-но онна тати англ. The Last Women) — японский чёрно-белый фильм-драма режиссёра Киёси Кусуды по повести Ёситаро Синоцука, вышедший на экраны в 1954 году.

## Сюжет
В июне 1944 года началась высадка американских войск на остров Сайпан. Все мужчины, в том числе и гражданские, брошены в бой, женщины и дети укрылись в пещерах. Служащий одной компании Макимура, получив ранение, укрывается в пещере, где уже находилась его жена Ацуко. Здесь он узнаёт, что фельдфебель Харасима изнасиловал Ацуко. Гнев и ненависть словно заморозили душу Макимуры, он становится похожим на дикого зверя. Но когда снаряд корабельной артиллерии ранит ненавистного ему Харасиму, Макимура заставляет жену ухаживать за ним. Положение японской армии становится отчаянным, японцы оттеснены на северную оконечность острова и гибнут один за другим. Макимура пытается силой овладеть девушкой, которую встретил на поле боя, но её красота поражает Макимуру, и к нему снова возвращается человечность. 7 июля приходит приказ о том, что все должны погибнуть, чтобы не попасть в плен к врагу. Женщины и дети бросаются в море с мыса Маппи. На следующий день оставшиеся мужчины идут в последний бой.

## В ролях
- Акитакэ Коно — Макимура
- Харуэ Тонэ — Ацуко
- Акира Яманоути — Харасима

## Премьеры
- — национальная премьера фильма состоялась 22 ноября 1954 года[1].
- — фильм демонстрировался в советском кинопрокате с февраля 1957 года[комм. 1].

## Комментарии
1. ↑  В советском прокате фильм демонстрировался с февраля 1957 года — Список зарубежных фильмов в прокате СССР с 1955 по 1991 гг. Архивная копия от 18 мая 2017 на Wayback Machine на форуме киноклуба «Феникс» (рус.)